# ۲۸ اوت
۲۸ اوت دویست و چهلمین (در سال‌های کبیسه دویست و چهل و یکمین) روز سال در گاه‌شماری میلادی است. ۱۲۵ روز تا پایان سال باقی‌است.

## رویدادها
- ۱۱۸۹ - جنگ صلیبی سوم - آغازمحاصره عکا

## زادروزها
- ۱۵۸۲ - تایچانگ، چهاردهمین امپراتور دودمان مینگ در چین
- ۱۷۴۹ - یوهان ولفگانگ فون گوته، نویسنده و فیلسوف آلمانی
- ۱۹۱۱ - حسین مؤنس، تاریخ‌نگار و ادیب مصری
- ۱۸۹۴ - کارل بوم، رهبر ارکستر اتریشی
- ۱۹۲۰ - رباب الکاظمی، شاعر و جراح دندانپزشک عراقی.[۱]

## درگذشت‌ها
- ۳۳۸ - ماگنوس ماکسیموس، امپراتور روم
- ۴۳۰ - آگوستین، فیلسوف مسیحی
- ۱۹۴۸ - راگنار اسکانکه، سیاستمدار اهل نروژ
- ۱۹۹۵ - میشائل انده، نویسنده
- ۲۰۰۱ – ارنست اشتتلر، دوچرخه‌سوار اهل سوئیس (ز. ۱۹۲۱)
- ۲۰۱۵ - نلسون شنکس، نقاش آمریکایی
- ۲۰۱۶ - خوآن گابریل، خواننده مکزیکی